# Sárgadinnye
A sárgadinnye (Cucumis melo) a tökfélék (Cucurbitaceae) családjába tartozó faj. Ázsiai eredetű gyümölcs (termesztési technológiáját illetően zöldség). Álterméséért már 4000 évvel ezelőtt is termesztették Perzsiában és Afrikában.

## Termesztésének feltételei
Termesztése csak azokon a vidékeken ajánlatos, ahol hosszú meleg nyár van, így elegendő az idő a beéréshez. Az éghajlati hőmérséklet határozza meg a cukortartalmát is. Jó, tápdús talajt igényel. A hőmérsékletet emelhetjük, ha fekete fóliát helyezünk az indák alá.

## Tulajdonságai
Többféle fajtáját ismerjük. Héja lehet sima, rücskös, hálós, vagy barázdált, húsa narancsszínű vagy zöldes árnyalatú, egyes fajtáknál a dinnye érésével a zöld szín aranysárgára változik. A nevük is különbözhet, színük is, sőt tápanyagtartalmuk is.

## Tápértéke
Tápértékét a következő anyagok határozzák meg: kalcium, foszfor, vas, nátrium, kálium, mangán, magnézium, réz, cink, kobalt és króm, A-vitamin, niacin, riboflavin, tiamin, folsav és C-vitamin.

## Élettani hatása
A sárgadinnye számos jótékony hatással bír az egészségre. Magas víztartalma révén kiválóan hidratál, ami különösen nyáron fontos. Gazdag vitaminokban, például A-vitaminban, ami a bőr és a szem egészségéért felelős, valamint C-vitaminban, ami erősíti az immunrendszert és antioxidáns hatású.
Emellett tartalmazza a bélrendszer működését segítő rostokat és káliumot, ami hozzájárul a szív egészségéhez. A sárgadinnye alacsony kalóriatartalmú, így diétás étrendbe is beilleszthető, és természetes cukortartalmával édes ízt biztosít anélkül, hogy túlzott kalória-bevitelt eredményezne.

## Termelése
2023-ban a sárgadinnyét 97 országban termesztették 1 millió hektár földterületen, és az éves termésmennyisége meghaladta a 29,5 millió tonnát. 2013 és 2023 között a sárgadinnye földterülete 1,1 millió hektárról 1 millió hektárra (9,1%) csökkent, míg a termésmennyisége 26,7 millió tonnáról 29,5 millió tonnára (10,5%) nőtt.
A világ legnagyobb sárgadinnye termelői közé tartozik Kína (49,1%), India (5,1%), Törökország (4,8%), Kazahsztán (4,6%) és Brazília (2,9%). Ezek az országok a 2023-as termelésük alapján az első öt helyen álltak. 2023-ban Kína egyedül az éves termés majd felét (49,1%) adták a világ sárgadinnye termelésének.
Legnagyobb exportáló országok Spanyolország (20%), Mexikó (14,8%) és Brazília (9,2%), míg a legnagyobb importországok az Egyesült Államok (23,9%), Németország (10,9%) és Franciaország (9%).
2023-ban Magyarország 13,6 ezer tonna sárgadinnyét termelt, így a 97 országból a 61. legnagyobb sárgadinnye termelő volt. Magyarország főleg Spanyolországból (20,1%), Görögországból (20,4%) és Törökországból (16%) importált sárgadinnyét. A behozott, valamint a megtermelt sárgadinnye egy részét tovább értékesítette az ország, főleg Lengyelország (29,3%), Csehország (24,7%) és Szlovákia (21,1%) felé.